# Кайшу
Кайшу (кит. трад. 楷書, упр. 楷书, пиньинь kǎishū, также уставное письмо) — наиболее распространённый современный стиль китайского письма.

## История
Кайшу возникло в конце эпохи Восточной Хань (206 г. до н. э. — 220 г. н. э.) в результате смешения поздних форм лишу и цаошу письма. Уставное письмо окончательно сформировалось в эпоху империи Тан (618—907).
Уставное письмо стало наиболее популярным стилем каллиграфии и основой для печатных шрифтов. Современные шрифты типа Song, Ming и Кёкасё-тай восходят к образцам кайшу.

## Форма
Среди каллиграфов квинтессенцией уставного стиля считается иероглиф 永 «вечность» — считается, что он содержит основные черты, используемые в кайшу.

## Галерея

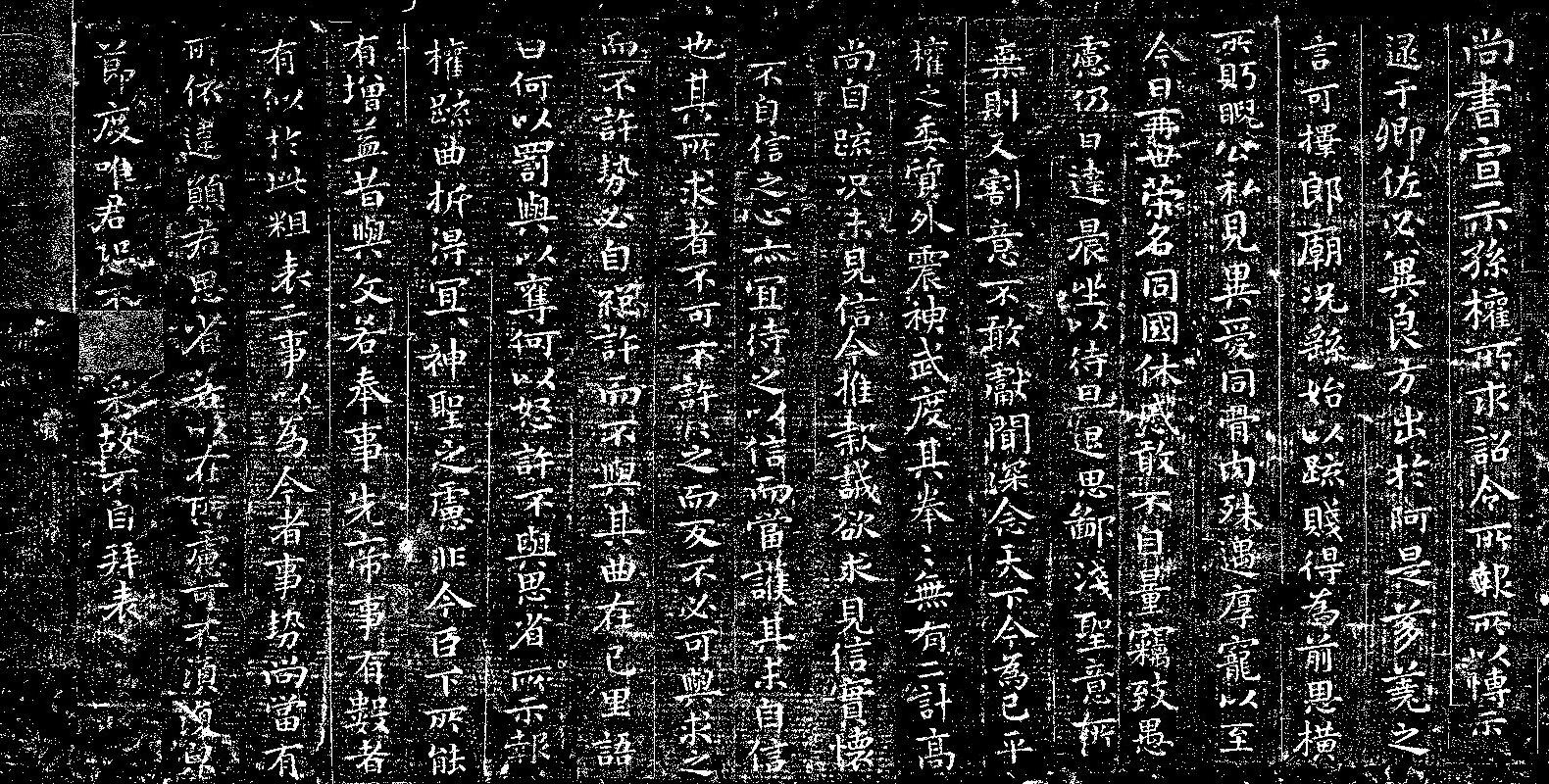
Каллиграфия Чжун Яо, написанная ранней формой уставного письма
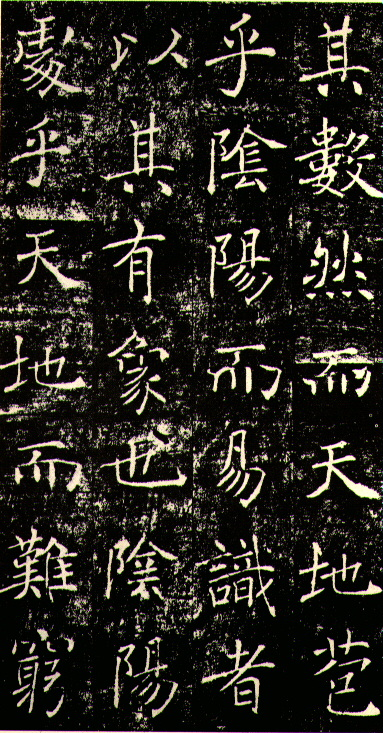
Каллиграфия Чу Суйляна
Каллиграфия Лю Гунцюаня